# Igreja Cristã Reformada na República Dominicana
A Igreja Cristã Reformada na República Dominicana (ICRRD) - em espanhol Iglesia Cristiana Reformada en la Republica Dominicana  - é uma denominação reformada continental na República Dominicana, formada em 1981, a partir de igrejas independentes que aderiram à Fé Reformada. A denominação foi formada com o auxílio da Igreja Cristã Reformada na América do Norte. Em 2022 era a maior denominação de maioria haitiana no país.

## História
A partir da migração de haitianos para a República Dominicana surgiram dezenas de igrejas independentes de maioria haitiana no país.
Na década de 1970, missionários da Igreja Cristã Reformada na América do Norte, do Porto Rico, iniciaram a transmissão por rádio do programa "La Hora de la Reforma". 
O pastor Lerismé Desir, do Batey Tarana em Sabana Grande de Boyá, pastor de uma igreja independente formada por haitianos, ouviu os programas de rádio e aderiu à Fé Reformada e entrou em contato com os missionários em 1974. 
No mesmo ano de 1974, o missionário Rev. Arnold Rumph, residente em Porto Rico, fez uma primeira viagem para conhecer e avaliar a condição das igrejas. 
No ano de 1980, o departamento de Missões Mundiais da Igreja Cristã Reformada da América do Norte enviou um casal de missionários (Raymundo e Gladis Brinks) que começaram a trabalhar entre os imigrantes haitianos que trabalhavam nos canaviais e nas áreas marginais dos centros urbanos.
Em 1981, foi formalmente organizada a Igreja Cristã Reformada na República Dominicana, com 9 igrejas. 
Nos anos seguintes, a denominação cresceu e se espalhou, principalmente entre os imigrantes haitianos no país.  2004, a denominação era formada por 88 igrejas e 10.000 membros.
Em 2013, a denominação havia chegado a 186 igrejas e 12.000 membros.
Em 2022, a denominação foi estimada em 15.000 membros. Nesse ano, foi considerada a maior denominação de maioria haitiana no país.

## Doutrina
A ICRF subscreve as Três Formas da Unidade (Cânones de Dort, Catecismo de Heidelberg e Confissão Belga).

## Relações intereclesiásticas
A denominação faz parte da Comunhão Mundial das Igrejas Reformadas.
Além disso, possui relacionamento de contato ecumênico com a sua igreja-mãe, a Igreja Cristã Reformada na América do Norte.